# Момичето на Бубе
„Момичето на Бубе“ (на италиански: La ragazza di Bube) е италианска драма от 1963 година на режисьора Луиджи Коменчини с участието на Клаудия Кардинале и Джордж Чакирис.

## Сюжет
В края на Втората световна война 16-годишната селянката Мара се влюбва в 19-годишния партизанин Бубе. Извършено от Бюбе убийство го принуждава да отиде в нелегалност и да избяга от Италия. Момичето решено да изчака любимия си, се премества в града. Там се запознава с Стефано, благодарение на когото намира работа. Стефано възнамерява да се ожени за нея, тя също, защото от месеци няма новини от Бубе. Когато най-накрая научава, че партизанинът се завръща и е арестуван на границата, тя го посещава в затвора. Осъзнала любовта, която изпитва към Бубе, тя решава да го чака с години, докато завърши изтърпяването на присъдата му, като по този начин отказва на плановете на Стефано за общо бъдеще.

## В ролите
| Изпълнител        | Роля            |
| ----------------- | --------------- |
| Клаудия Кардинале | Мара            |
| Джордж Чакирис    | Бубе            |
| Марк Мишел        | Стефано         |
| Дани Парис        | Лилиана         |
| Моник Вита        | Инес            |
| Карла Кало        | майката на Мара |
| Емилио Еспозито   | бащата на Мара  |

## Награди и номинации
- 1964 Награда „Давид на Донатело“ - най-добър продуцент (Франко Кристалди)
- 1965 Награда „Сребърна лента“ - най-добър продуцент (Франко Кристалди)
- 1965 Награда „Сребърна лента“ - най-добра актриса (Клаудия Кардинале)
- 1964 Номинация за „Златна мечка“ на Берлинале